# Gerobrunettia filamentosa
Gerobrunettia filamentosa är en tvåvingeart som beskrevs av Quate 1967. Gerobrunettia filamentosa ingår i släktet Gerobrunettia och familjen fjärilsmyggor. Inga underarter finns listade i Catalogue of Life.